# Krystian Zimerman
Krystian Zimerman (Zabrze, 5 de dezembro de 1956) é um pianista concertista, maestro e pedagogo polonês que foi descrito como um dos maiores pianistas de sua geração. Em 1975, venceu o IX Concurso Internacional de Piano Frédéric Chopin.
Após o sucesso no Concurso de Piano Chopin, iniciou a sua colaboração com a Filarmônica de Berlim e desde então tem tocado com orquestras importantes de todo o mundo, bem como com muitos maestros proeminentes como Leonard Bernstein, Pierre Boulez, Herbert von Karajan, Claudio Abbado e Simon Rattle. Ele é especialmente conhecido por suas interpretações de composições de Mozart, Chopin, Brahms e Beethoven. Ele também recebeu muitos prêmios e homenagens, incluindo Prêmio Léonie Sonning de Música (1994), Legião de Honra (2005), Ordem da Polônia Restituta (2013) e Praemium Imperiale (2022).
Zimerman é conhecido pelas suas admiráveis interpretações do repertório Romântico e Clássico, mas também pelo contemporâneo, como por exemplo o concerto para piano de Witold Lutosławski, que é dedicado a ele. Suas gravações mais conhecidas são os concertos de piano de Edvard Grieg e Robert Schumann sob a regência de Karajan, os concertos de Johannes Brahms com Leonard Bernstein, os concertos de piano de Frédéric Chopin.[carece de fontes?]
Recentemente, Zimerman gravou o Concerto n.º 1 para piano e orquestra de Brahms com Filarmônica de Berlim sob a direção de Simon Rattle (DG 477 5413; Edição limitada DG 477 6021).[carece de fontes?]

## Biografia
Zimerman nasceu em Zabrze, no sul da Polônia, e começou a tocar piano aos cinco anos de idade, incentivado por seu pai, que também era pianista. Ele estudou na Academia de Música Karol Szymanowski em Katowice com Andrzej Jasiński. Em 1973, ele ganhou o prêmio máximo no Concurso Internacional de Piano Ludwig van Beethoven em Hradec Králové, Tchecoslováquia. A sua carreira internacional foi lançada quando ganhou o Concurso Internacional de Piano Frédéric Chopin de Varsóvia em 1975. Ele se apresentou com a Filarmônica de Berlim em 1976, dirigida por Herbert Blomstedt. Ele estreou nos Estados Unidos com a Filarmônica de Nova Iorque em 1979. Ele fez muitas turnês e fez várias gravações. Desde 1996, leciona piano na Academia de Música de Basileia, Suíça. Em 1999, Zimerman criou a Orquestra do Festival Polonês, para comemorar o 150º aniversário da morte de Frédéric Chopin.
Zimerman colaborou com maestros e artistas como Claudio Abbado, Daniel Barenboim, Leonard Bernstein, Pierre Boulez, Charles Dutoit, Carlo Maria Giulini, Bernard Haitink, Herbert von Karajan, Kirill Kondrashin, Erich Leinsdorf, Lorin Maazel, Zubin Mehta, Riccardo Muti, Seiji Ozawa, Simon Rattle, Esa-Pekka Salonen, Giuseppe Sinopoli, Stanisław Skrowaczewski e Wolfgang Sawallisch.

## Críticas à política dos Estados Unidos
Em 26 de abril de 2009, Zimerman prometeu ao seu público no Walt Disney Concert Hall de Los Angeles que, em protesto contra a colocação de um escudo de defesa antimísseis na Polônia, esta seria sua última aparição nos Estados Unidos. Ele fez um comentário semelhante em 2006, afirmando que não retornaria até que George W. Bush deixasse o cargo. Em setembro de 2023, ele não fez mais nenhuma aparição nos Estados Unidos. Parte do seu desencanto com os Estados Unidos pode ser o aumento da segurança nos aeroportos norte-americanos, o que dificulta a entrada do seu piano no país. Em incidentes em 2001 e 2006, um de seus pianos Steinway foi completamente destruído e outro danificado pela equipe de segurança do Aeroporto Internacional John F. Kennedy de Nova Iorque.

## Vida pessoal
Em 1981, Zimerman mudou-se para Röschenz, no cantão de Basileia-Campo, na Suíça, onde também se tornou cidadão suíço, tendo Röschenz como local de origem. De acordo com fontes conflitantes, ele ainda mora em Röschenz, ou em Binningen, também perto de Basileia. Casou-se com Maria (nascida Drygajło), violinista, com quem tem dois filhos: Klaudia e Ryszard. Divide seu tempo entre família, concertos e apresentações de música de câmara. Zimerman é editor da música para piano de Władysław Szpilman para Boosey & Hawkes.[carece de fontes?]

## Prêmios e homenagens selecionados
Os prêmios que Zimerman recebeu são:
- 1º Prêmio no Concurso Prokofiev em todo o Voivod (1974; Polônia)
- 1º Prémio no IX Concurso Internacional de Piano Frédéric Chopin (1975; Polônia)
- Prêmio Accademia Musicale Chigiana (1985; Itália)
- Prêmio Léonie Sonning de Música (1994; Dinamarca)
- Doutor honorário da Academia de Música Karol Szymanowski de Katowice (2005; Polônia)
- Ordem Nacional da Legião de Honra (2005; França)
- Medalha de Ouro de Mérito à Cultura – Gloria Artis (2010; Polônia)
- Cruz do Comandante com Estrela da Ordem da Polônia Restituta (2013; Polônia)
- Diapason d'Or (2015; França)
- Doutor honorário da Universidade de Música Fryderyk Chopin em Varsóvia (2015; Polônia)
- Praemium Imperiale (2022; Japão)
- Prêmio Gramophone de Música Clássica (2023; Reino Unido) - Categoria Piano (Szymanowski Piano Works)